# A3 (motorväg, Cypern)
A3 är en motorväg på Cypern som går mellan Larnacas flygplats strax utanför staden Larnaca och Ayia Napa som ligger vid Cyperns östra kust. Denna motorväg går längs med Cyperns sydöstra kust och ansluter till motorvägarna A2 och A5 vid Larnaca. Motorvägen som börjar vid Larnacas flygplats går sedan förbi Larnaca innan den sedan fortsätter längs med kusten. Motorvägen går även genom Dhekelia som är ett brittiskt militärområde.